# Serge Yoffou
Serge Alain Yoffou (Abidjan, 24 dicembre 1971) è un ex calciatore ivoriano, di ruolo attaccante.

## Carriera

### Club
Ha giocato nella massima serie dei campionati bulgaro e svizzero.

### Nazionale
Nel 2000 ha giocato quattro partite con la nazionale ivoriana, realizzandovi anche tre reti.